# 上巴伐利亚地区哈格
上巴伐利亚地区哈格（德語：Haag in Oberbayern，發音：[ˈhaːk ʔɪn ˈʔoːbɐˌbaɪɐn]）是德国巴伐利亚州上巴伐利亚行政区因河畔米尔多夫县的市镇，面积20.37平方千米，2023年12月31日人口为6,631人。